# Научно-исследовательский институт аэрокосмической информатики Азербайджана
Научно-исследовательский институт аэрокосмической информатики — одно из подразделений Национального аэрокосмического агентства Азербайджана (НАКА). Был создан в 1991 году и вошел в состав АНАКА (позже НАКА) в качестве подчиненной организации. С сентября 2006 года НИИ в составе НАКА была передана в ведомство Министерства оборонной промышленности Азербайджанской Республики.

## Направления деятельности
Исследование и изготовление автоматизированных систем для исследования природных ресурсов на основе современных информационных технологий; разработка современных специализированных вычислительных комплексов, GMS технологий, технологических систем, современных программных средств и способов обработки аэрокосмических данных, технических средств и информационно-измерительных систем дистанционного зондирования.

## Структурные подразделения
- Цифровые радиоэлектронные устройства.
- Аналитические вычислительные системы для исследования физических процессов.
- Разработка телеметрических систем.
- Проектирование радиоэлектронных модулей.
- Разработка и исследование оптико-электронных устройств.
- Гравитационные волны и геодинамика.
- Исследование газовых компонентов в атмосфере.
- Методы и алгоритмы первичной обработки аэрокосмической информации.
- Функциональные преобразователи неэлектрических величин.
- Исследование газочувствительных элементов.
- Тематическая обработка аэрокосмической информации.
- Программно-аппаратные средства для обработки космических изображений.
- GSM технологии и электронное картографирование.
- Математическое моделирование природных физических процессов.
- Математическое моделирование подземных геоизменений на основе дистанционных исследований.
- Математическое моделирование происходящих в окружающей среде разрушительных и загрязняющих процессов на основе данных дистанционного зондирования.
- Инновационные технологии
- Стратегические исследования и маркетинг